# Esperance (Washington)
Esperance az Amerikai Egyesült Államok északnyugati részén, Washington állam Snohomish megyéjében elhelyezkedő település.
Esperance önkormányzattal nem rendelkező, úgynevezett statisztikai település; a Népszámlálási Hivatal nyilvántartásában szerepel, de közigazgatási feladatait Snohomish megye látja el. A 2010. évi népszámlálási adatok alapján 3601 lakosa van.
A települést többször is próbálták Edmondshoz csatolni, azonban ezt a lakosok az adóemeléstől és az állattartásra vonatkozó szabályok szigorításától tartva ellenezték.

## Népesség
A település népességének változása:
| Lakosok száma | 3503 | 3601 | 4007 |
|               | 2000 | 2010 | 2020 |

## Fordítás
- Ez a szócikk részben vagy egészben  az   Esperance, Washington című angol Wikipédia-szócikk ezen változatának fordításán alapul.  Az eredeti cikk szerkesztőit annak laptörténete sorolja fel. Ez a jelzés csupán a megfogalmazás eredetét és a szerzői jogokat jelzi, nem szolgál a cikkben szereplő információk forrásmegjelöléseként.